# Erysimum melicentae
Erysimum melicentae är en korsblommig växtart som beskrevs av Stephen Troyte Dunn. Erysimum melicentae ingår i släktet kårlar, och familjen korsblommiga växter. Inga underarter finns listade i Catalogue of Life.